# کانیوو (استان اشوی‌داشکسیه)
کانیوو (به لهستانی: Kaniów) یک منطقهٔ مسکونی در لهستان است که در گمینا زاگنانگسک واقع شده‌است. کانیوو ۱٬۲۵۷ نفر جمعیت دارد.